# Florent Marais
Florent Marais, né le 8 juillet 2000 à Granville, est un nageur handisport français dans la catégorie S10 (Membre inférieur).

## Biographie
Atteint d'une agénésie de la jambe droite, Florent Marais n’a pas de mollet, de péroné et compte deux orteils au niveau de cette jambe. Il pratique la natation avec les valides au sein de l’Espérance Vaillante Granville puis emménage en 2018 à Antibes pour rejoindre le club Handisport Antibes Méditerranée à la suite d'une rencontre avec la nageuse Élodie Lorandi.
Il s'était déjà illustré par un premier podium international avec une médaille d'or lors des championnats d'Europe junior de natation Handisport en 2015 à Varaždin en Croatie.
Il participe pour la première fois à une compétition internationale avec les séniors en 2018 à l'âge de 18 ans pour ses premiers championnats d'Europe et se qualifie aux jeux paralympiques de 2021  lors des championnats d'Europe de natation à Madère en Mai 2021.
Pour ses premiers jeux, il finit quatrième de la finale sur 100 mètre papillon mais décroche le lendemain une médaille de bronze sur le 100 mètre dos.

## Palmarès et résultats

### Championnats du monde handisport
| Épreuve / Édition  | 100m dos S10 homme | 100m papillon S10 homme | 400m nage-libre S10 homme |
| ------------------ | ------------------ | ----------------------- | ------------------------- |
| Monde 2019 Londres | 4e                 | 6e                      | 6e                        |

### Championnats d'Europe handisport
| Épreuve / Édition  | 100m dos S10 homme | 100m papillon S10 homme | 400m nage-libre S10 homme |
| ------------------ | ------------------ | ----------------------- | ------------------------- |
| Europe 2018 Dublin | 4e                 | 6e                      | 4e                        |

### Jeux méditerranéen
| Épreuve / Édition                 | 100m nage-libre S10 homme |
| --------------------------------- | ------------------------- |
| Jeux méditerranéen 2018 Tarragone | 4e                        |

## Décorations
- Chevalier de l'ordre national du Mérite le 8 septembre 2021[9]